# Julia Bond
Julia Bond (Long Beach, California; 26 de febrero de 1987) es una actriz pornográfica estadounidense.

## Filmografía parcial
- Ass Masterpiece (Naughty America) (Internet)
- Big Cock Seductions # 23
- Craving Big Cocks # 7
- Eighteen 'n Interracial # 18
- Jungle Love # 5
- Little White Slave Girls # 10
- My Sister's Hot Friend (Naughty America) (Internet)
- Naughty Office (Naughty America) (Internet)
- Reality Teens # 4
- Teen Dreams # 11
- What An Ass
- Big Wet Asses # 11
- Diary of Julia Bond
- All for my ass
- 2 Chicks Same Time 4.